# Anton Leins
Anton Leins (* 27. Mai 1866 in Vollmaringen; † 24. Februar 1925 in Horb am Neckar) war ein deutscher Bildhauer.

## Leben
In dem zum württembergischen Oberamt Horb zählenden Pfarrdorf Vollmaringen im Korngäu als zweitjüngstes von sieben Kindern des Sebastian Leins und der Theresia Ruggaber geboren, konnte Anton Leins nach dem Besuch der örtliche Volksschule auf Empfehlung des Pfarrherrn und Dekan Joseph Reiter (1849–1917) eine Bildhauerlehre in der Horber Werkstatt von Peter Paul Hausch (1840–1899) und Johann Bayer (1845–1892) beginnen.
Die beiden Schüler von Johann Nepomuk Meintel (1818–1872) hatten 1876 das in der Neckarstraße gelegene Atelier ihres Lehrmeisters übernommen und vier Jahre später eine eigene Werkstatt im Stubenschen Schlösschen in Horb gegründet. Dort arbeitete Anton Leins bis zu seinem 21. Lebensjahr. Ab 1887 besuchte er für drei Semester die Kunstgewerbeschule in Stuttgart. Ausgestattet mit einem Stipendium konnte Leins anschließend eine Kunstreise durch Deutschland unternehmen und einen Sommer in München zum Studium der dortigen Kirchen und Museen verbringen.
Nach seiner Rückkehr nach Horb erwarb Leins 1890 das Meintelsche Anwesen in der Neckarstraße und gründete hier seine eigene „Werkstätte für kirchliche Kunst“. Aufträge erhielt er vor allem durch die Vermittlung des Rottenburger Bischofs Paul Wilhelm von Keppler, in dessen Amtszeit zwischen 1898 und 1926 allein in der Diözese Rottenberg achtzig Kirchen neu erbaut wurden. Das Bildhaueratelier von Anton Leins lieferte Werke für Kirchen in Württemberg, Baden, der Pfalz, Bayern und der Schweiz. Nach seinem frühen Tod im Jahre 1925 führten Leins' Söhne Franz und Eduard zusammen mit dem Schwiegersohn Rupert Straub den Betrieb bis in die 1930er Jahre weiter.
Die von den Vertretern der Horber Bildhauerschule geschaffenen Kirchenausstattungen zählen kunsthistorisch zum Historismus. Die meisten ihrer Werke sind bei Kirchenrenovierungen in Folge des Zweiten Vatikanischen Konzils abgeräumt und häufig zerstört worden, insbesondere die Hochaltäre, die nach den liturgischen Reformen des Konzils ihre maßgebliche Funktion im Gottesdienst verloren hatten. So lässt sich kaum ein Überblick über das Schaffen von Anton Leins und die Aufträge seines Horber Ateliers verschaffen. Immer wieder tauchen jedoch auch von ihm Skulpturen und Ausstattungsteile auf, die bei den Kirchenrenovationen der 1970er Jahre auf die Dachböden verräumt wurden, so zum Beispiel sechs Heiligenfiguren, die Leins zwischen 1906 und 1911 für die katholische Pfarrkirche in Empfingen geschaffen hat, von denen vier wieder in der Kirche aufgestellt sind. Geschnitzte Kreuzwege aus der Leins-Werkstatt finden sich in der Horber Stiftskirche (1904) und der katholischen Pfarrkirche St. Mauritius in Winzeln (1909).

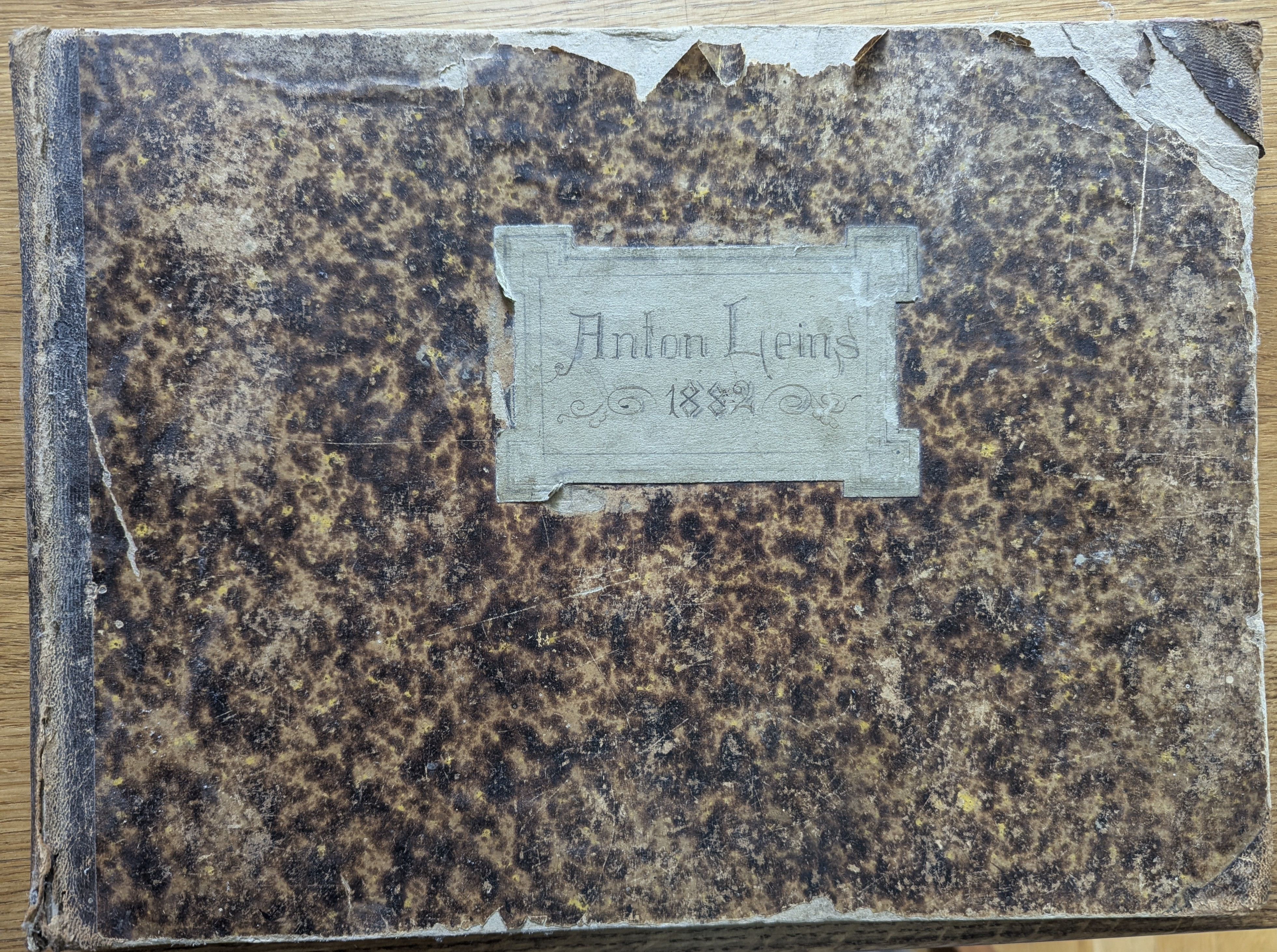
Umschlag Zeichenheft von Anton Leins, 1882

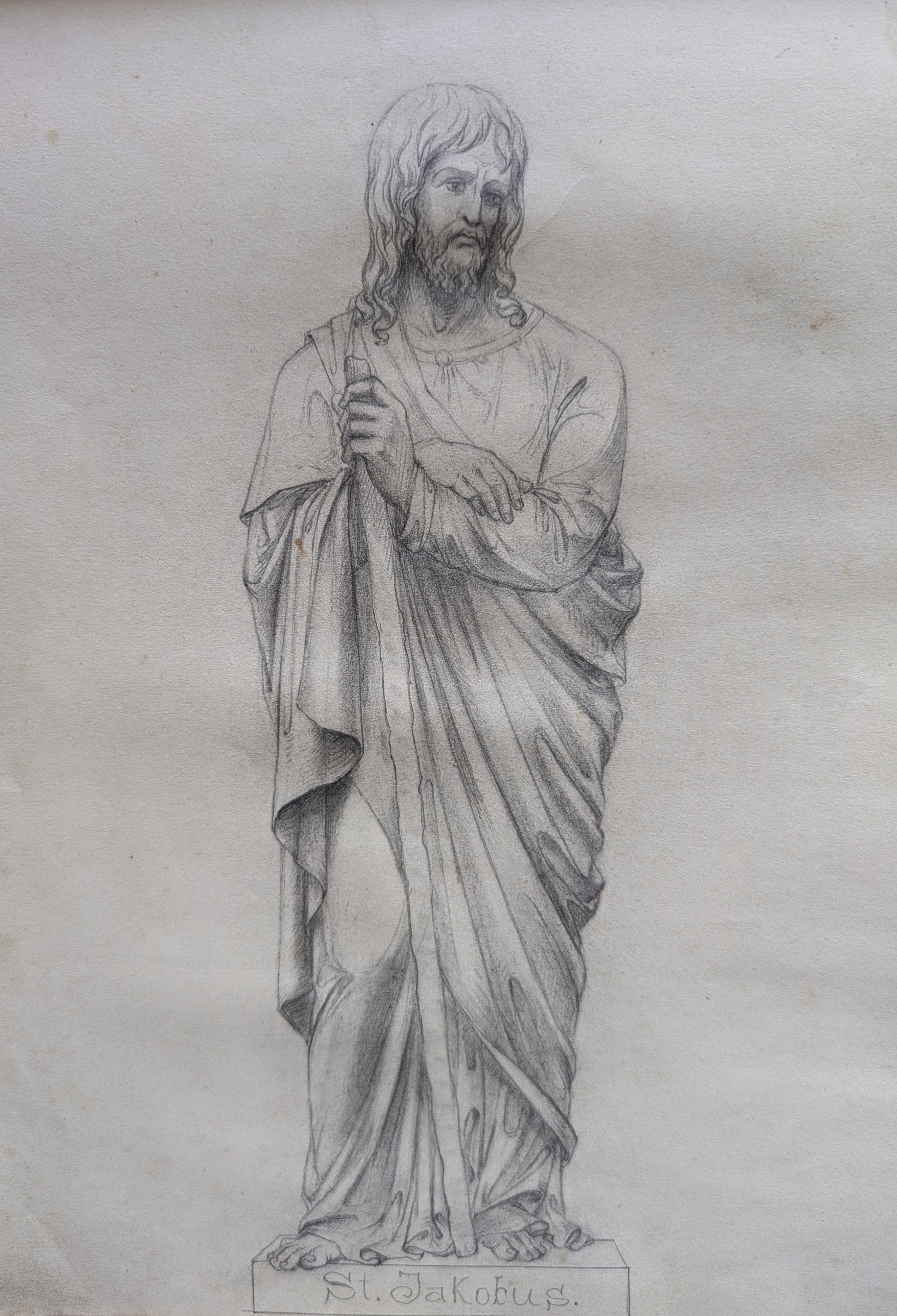
Blatt mit Darstellung des St.Jakobus aus dem Zeichenheft von Anton Leins